# Giải bóng đá Hạng Nhì Quốc gia 2001
Giải bóng đá Hạng Nhì Quốc gia 2001 là mùa giải thứ năm của Giải bóng đá Hạng Nhì Quốc gia kể từ khi thành lập năm 1997 và là mùa giải đầu tiên với tư cách là giải đấu bóng đá cấp câu lạc bộ cao thứ 3 trong hệ thống các giải bóng đá Việt Nam (sau Giải Vô địch Quốc gia chuyên nghiệp và Giải Hạng Nhất). 16 đội tham dự mùa giải này được chia thành hai bảng tám đội, thi đấu vòng tròn 2 lượt chọn 2 đội đứng đầu mỗi bảng vào bán kết và hai đội xếp cuối 2 bảng xuống thi đấu tại giải bóng đá Hạng Ba 2002. Hai đội tham dự trận chung kết sẽ được thăng hạng Nhất mùa giải sau.

## Các đội bóng tham dự
| Bảng A     | Bảng B               |
| ---------- | -------------------- |
| Chè Dilmah | Bình Thuận           |
| Quân khu 3 | Đồng Nai             |
| Quân khu 5 | Vĩnh Long            |
| Thanh Hóa  | Trà Vinh             |
| Quảng Nam  | Cần Thơ              |
| Quảng Ngãi | Quân khu 9           |
| Kom Tum    | Bưu điện Hồ Chí Minh |
| Đắk Lăk    | Sinhanco             |

## Kết quả
|                             |     |            |                       |
| Lượt 3 (8 tháng 7 năm 2001) |     |            |                       |
| Thanh niên Hà Nội           | 0-1 | Thanh Hóa  |                       |
| Quảng Nam                   | 0-1 | Đắk Lắk    |                       |
| Quảng Ngãi                  | 0-2 | Kon Tum    |                       |
| Quân khu 5                  | 4-3 | Quân khu 3 |                       |
| Quân khu 9                  | 4-0 | Vĩnh Long  |                       |
| Cần Thơ                     | 3-1 | Trà Vinh   |                       |
| Đồng Nai                    | 1-0 | Bưu Điện   | Sân vận động Đồng Nai |
| Sinhanco                    | 3-2 | Bình Thuận |                       |

## Vòng chung kết
| Bán kết    |     |         |                     |
| Quân khu 3 | 0-1 | Cần Thơ | 17 tháng 9 năm 2001 |
| Thanh Hóa  |     |         |                     |

| Chung kết |     |         |                     |
| Thanh Hóa | 2-1 | Cần Thơ | 19 tháng 9 năm 2001 |

## Tổng kết mùa giải
- Đội vô địch: Thanh Hóa[3]
- Thăng hạng Giải hạng Nhất Quốc gia 2001-2002: Thanh Hóa và Cần Thơ